# Monture Leica M

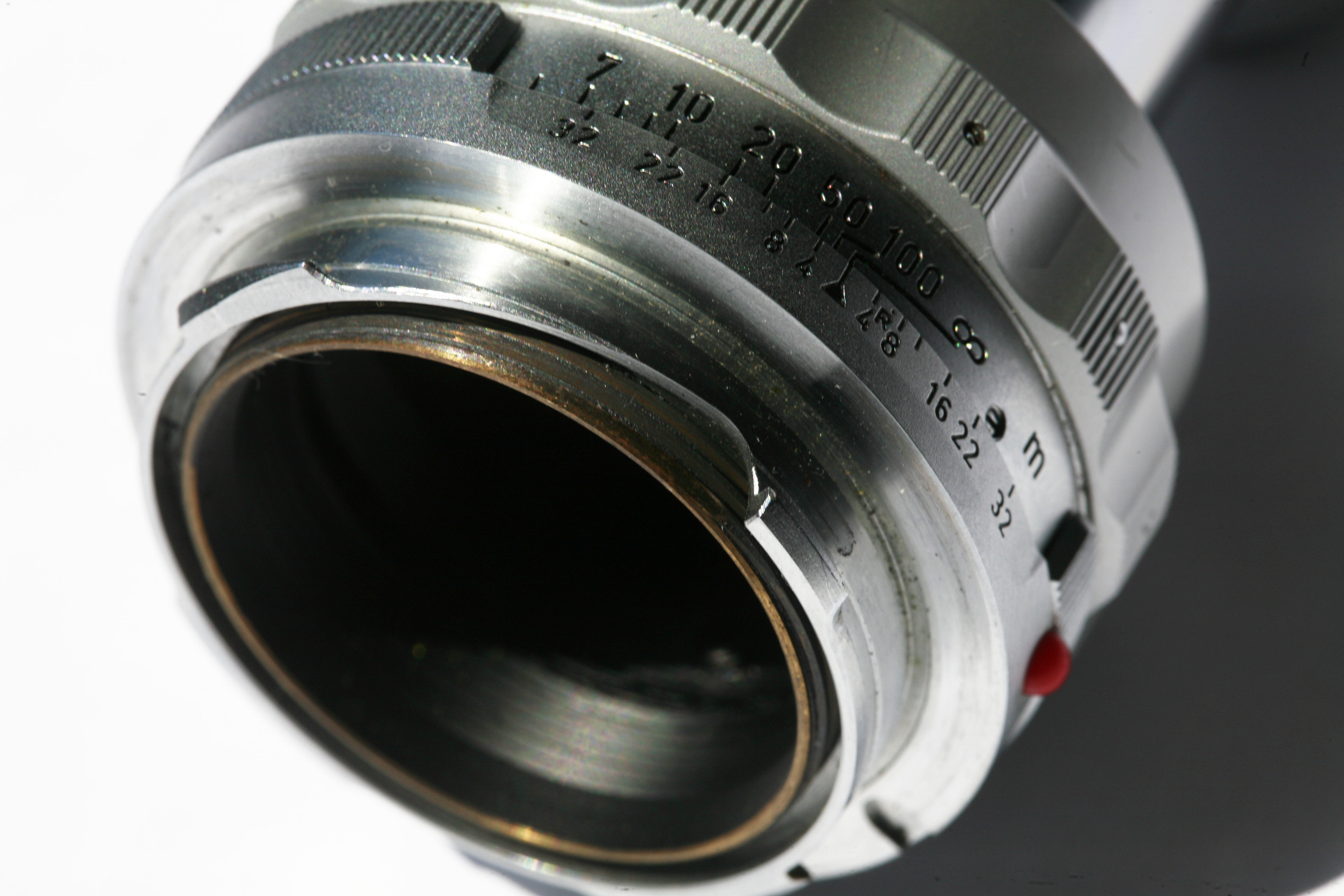
Côté mâle (objectif)

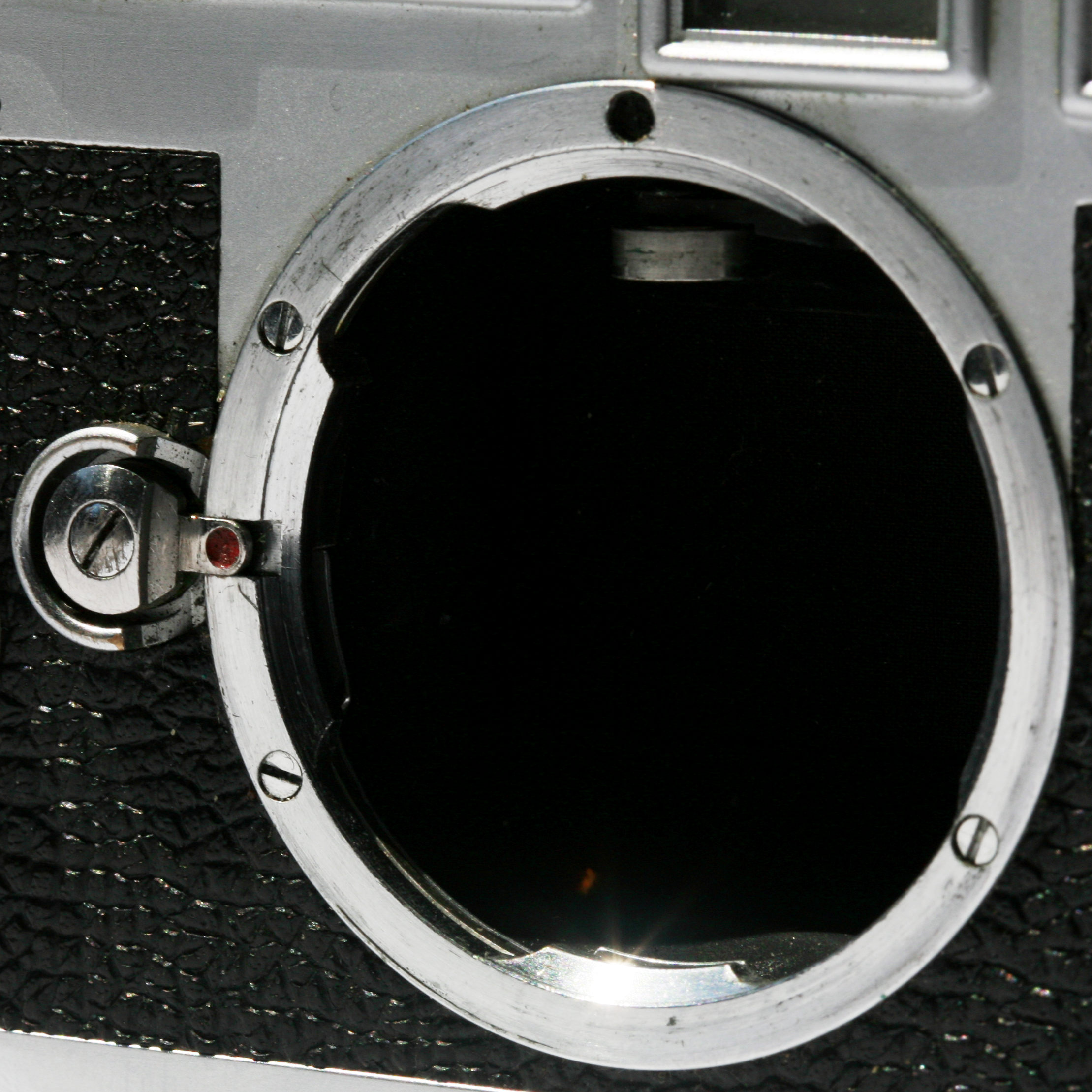
Côté femelle (boîtier). Le capteur visible à l'intérieur en haut de la monture est le doigt de couplage du télémètre.

La monture Leica M est une monture d'objectif à baïonnette introduite en 1954 sur le Leica M3 et sur une gamme d'objectifs. Elle a été utilisée sur tous les appareils Leica de la série M et sur certains accessoires (par exemple l'accessoire de visée reflex Visoflex) jusqu'aux appareils argentique Leica M7 et numérique Leica M10.
Cette monture a également été utilisée par Minolta, Konica, Cosina Voigtländer, Rollei, Carl Zeiss AG et Rollei Fototechnic sur certains de leurs appareils.

## Spécifications
- Monture à baïonnette
- 4 ailettes
- Tirage mécanique : 27,8 mm
- Diamètre externe : 44 mm

## Appareils d'autres fabricants utilisant la monture Leica M
- Minolta CLE par Minolta
- Hexar RF par Konica
- Bessa R, R2A, R3A, R2M, R3M, R4M and R4A par Cosina Voigtländer
- Rollei 35 RF par Rollei Fototechnic
- Appareil télémétrique récent Zeiss Ikon par Carl Zeiss AG
- Ricoh GXR par Ricoh

## Objectifs
Les objectifs à monture M ont également été introduits en 1954 et sont basés sur la précédente monture M39 à vis. Presque tous les objectifs à monture M sont à focale fixe. Les objectifs de Leica sont classés en fonction de leur nombre d'ouverture maximal (appelé également nombre-f) et sont également distingués par leurs noms :
| Nom                     | Nombre-f                           |
| ----------------------- | ---------------------------------- |
| Noctilux (en)           | f/0.95 ou f/1.0 ou f/1.2 ou f/1.25 |
| Summilux                | f/1.4                              |
| Summicron               | f/2                                |
| Summarit (en)           | f/2.4 ou f/2.5                     |
| Elmarit (en)            | f/2.8                              |
| Elmar, Super Elmar (en) | f/2.8 ou f/3.4 ou f/3.8 ou f/4     |
| Summaron (en)           | f/3.5 ou f/5.6                     |
| Hektor (en)             | f/4.5                              |